# Iván Carril
Iván Carril Regueiro est un footballeur espagnol, né le 13 février 1985 à Huelva. Il évolue au poste de milieu de terrain.

## Biographie
Formé au Deportivo La Corogne, il effectue ses premiers matchs en équipe première lors de la saison 2005-2006, marquant notamment en finale de la Coupe Intertoto 2005 face à l'Olympique de Marseille. Il est ensuite prêté à l'UD Vecindario, puis au CF Palencia. 
Il évolue de 2009 à 2010 au Pontevedra CF, avant de rejoindre l'Autriche, jouant 3 saisons au SV Ried. Il joue ensuite brièvement à l'Olympiakos Volos en Grèce en 2014, puis au CE L'Hospitalet. Il s'expatrie ensuite en Australie, à l'Auckland City FC, avant de terminer sa carrière en 2016 dans le club norvégien du FK Gjøvik-Lyn.
Le bilan de sa carrière dans les championnats de première division s'élève à dix matchs en Liga espagnole (un but), 61 matchs en Bundesliga autrichienne (neuf buts), et enfin six matchs dans le championnat de Nouvelle-Zélande (quatre buts). Au sein des compétitions européennes, il joue six matchs en Coupe de l'UEFA, et quatre en Coupe Intertoto (un but).

## Palmarès
- SV Ried
  - Vainqueur de la Coupe d'Autriche en 2011
  - Finaliste de la Coupe d'Autriche en 2012

- Deportivo La Corogne
  - Finaliste de la Coupe Intertoto en 2005

- Auckland City FC
  - Vainqueur de la Ligue des champions d'Océanie en 2015
  - Champion de Nouvelle-Zélande en 2015